# Aeroportul Ramata
Aeroportul Ramata (IATA: RBV, ICAO: AGRM) este un aeroport din Western Province⁠(d), Insulele Solomon.
Situat la o altitudine de 2 m, aeroportul dispune de o singură pistă.